# Neurociência social
A neurociência social é um campo interdisciplinar dedicado a compreender a relação entre experiências sociais e os sistemas biológicos. Os humanos são fundamentalmente uma espécie social. Como tal, o Homo sapiens cria organizações emergentes além do indivíduo - estruturas que variam de díades, famílias e grupos a cidades, civilizações e culturas. Nesse sentido, estudos indicam que várias influências sociais, incluindo eventos da vida, pobreza, desemprego e solidão podem influenciar biomarcadores relacionados à saúde. O termo "neurociência social" pode ser atribuído a uma publicação intitulada "Boletim da Neurociência Social", publicada trimestralmente entre 1988 e 1994. O termo foi posteriormente popularizado em um artigo de John Cacioppo e Gary Berntson, publicado no American Psychologist em 1992. Cacioppo e Berntson são considerados os pais legítimos da neurociência social. Ainda um campo jovem, a neurociência social está intimamente relacionada à neurociência afetiva e à neurociência cognitiva, com foco em como o cérebro influencia as interações sociais. Os fundamentos biológicos da cognição social são investigados na neurociência social cognitiva.

## Resumo
A neurociência tradicional por muitos anos considerou o sistema nervoso como uma entidade isolada e ignorou amplamente as influências dos ambientes sociais em que vivem os humanos e muitas espécies animais. Na verdade, agora reconhecemos o impacto considerável das estruturas sociais nas operações do cérebro e do corpo. Esses fatores sociais operam no indivíduo por meio de uma interação contínua de fatores neurais, neuroendócrinos, metabólicos e imunológicos no cérebro e no corpo, em que o cérebro é o órgão regulador central e também um alvo maleável desses fatores. A neurociência social investiga os mecanismos biológicos que fundamentam os processos sociais e o comportamento, amplamente considerada uma das principais áreas de problema para as neurociências no século 21, e aplica conceitos e métodos da biologia para desenvolver teorias de processos sociais e comportamento nas ciências sociais e comportamentais. A neurociência social utiliza conceitos e métodos biológicos para informar e refinar as teorias do comportamento social e usa construções e dados sociais e comportamentais para avançar as teorias da organização e função neural.

## Métodos
Vários métodos são usados na neurociência social para investigar a confluência de processos neurais e sociais. Esses métodos baseiam-se em técnicas comportamentais desenvolvidas na psicologia social, na psicologia cognitiva e na neuropsicologia e estão associados a uma variedade de técnicas neurobiológicas, incluindo ressonância magnética funcional (fMRI), magnetoencefalografia (MEG), tomografia por emissão de pósitrons (PET), eletromiografia facial (EMG), estimulação magnética transcraniana (TMS), eletroencefalografia (EEG), potenciais relacionados a eventos (ERPs), eletrocardiogramas, eletromiogramas, endocrinologia, imunologia, resposta galvânica da pele (GSR), registro de uma única célula e estudos de pacientes com lesão cerebral focal. Nos últimos anos, esses métodos foram complementados por técnicas de realidade virtual (RV) e medidas hormonais. Os modelos animais também são importantes para investigar o papel putativo de estruturas, circuitos ou processos cerebrais específicos (por exemplo, o sistema de recompensa e o vício em drogas). Além disso, as meta-análises quantitativas são importantes para ir além das idiossincrasias de estudos individuais, e as investigações do neurodesenvolvimento podem contribuir para a nossa compreensão das associações cérebro-comportamento. As duas formas mais populares de métodos usados na neurociência social são fMRI e EEG. Os fMRI são muito eficientes em termos de custos e de resolução espacial. No entanto, eles têm baixa resolução temporal e, portanto, são melhores para descobrir caminhos no cérebro que são usados durante experimentos sociais. A fMRI tem baixa resolução temporal porque lê os níveis de sangue oxigenado que se acumulam nas partes do cérebro que são ativadas e precisam de mais oxigênio. Assim, o sangue leva tempo para viajar até a parte do cérebro que está sendo ativada e, ao contrário, fornece uma capacidade menor de testar o tempo exato de ativação durante os experimentos sociais. O EEG é mais usado quando um pesquisador está tentando mapear o tecido de uma determinada área que se correlaciona com um constructo social que está sendo estudado. EEGs fornecem alta resolução temporal, mas baixa resolução espacial. No EEG, o momento da ativação é muito preciso, mas é difícil localizar áreas exatas no cérebro.